# Вместе мы можем
«Вместе мы можем» (исп. Unidas Podemos, UP) — левый избирательный альянс, сформированный 13 мая 2016 года лево-социалистической партией «Подемос», лево-зелёной коалицией «Объединённые левые» и рядом более мелких левых организаций для участия в парламентских выборах 2016 года. Официальное предварительное соглашение о создании альянса было объявлено 9 мая 2016 года после нескольких недель переговоров. В преддверии выборов в апреле 2019 года название альянса было изменено на женскую форму (вместо Unidos Podemos альянс стал называться Unidas Podemos).
Являясь частью движения против жёсткой экономии, альянс выступает за прямую демократию, федерализм и за установление в Испании республики. После выборов в ноябре 2019 года альянс сформировал коалиционное правительство с Испанской социалистической рабочей партией. Накануне парламентских выборов июня 2023 года альянс фактически сменила платформа «Сумар» (Movimiento Sumar), в рамках которой под началом Йоланды Диас составляющие «Вместе мы можем» воссоединились с ранее отколовшимимся от коалиции партиями.

## История

### Предыстория
Во время избирательной кампании 2015 года «Объединённые левые» (IU) способствовали созданию платформы «Сейчас вместе» (исп. Ahora en Común, AeC), а затем присоединились к ней, стремясь к широкому союзу с другими левыми партиями. После отказа «Подемос» присоединиться к создаваемому альянсу, который некоторые члены этой партии называли «супом из аббревиатуры», и провала широкой левой коалиции Catalunya Sí que es Pot на каталонских выборах 2015 года, платформа AeC постепенно потеряла импульс, а её члены-основатели покинули проект. В конце концов, платформа превратилась в избирательную коалицию «Народное единство» (исп. Unidad Popular), не выполнив своих первоначальных устремлений.

### Переговоры
20 апреля 2016 года «Подемос» и «Народное единство» начали переговоры о формировании совместного списка для возможных досрочных выборов, надеясь потеснить социалистов (ИСРП) и стать ведущей силой на левом фланге. Лидеры обеих организаций отрицали, что было достигнуто какое-либо соглашение, и заявили, что они «ничего не будут делать, пока не будут уверены [в проведении досрочных выборов]», но подтвердили, что неофициальные переговоры начались. Более ста интеллектуалов и артистов, в том числе телеведущий Эль Гран Вайоминг, актриса Антония Сан Хуан, актёры Карлос Бардем, Хосе Сакристан и Луис Тосар, музыкант Коке Малья, подписали манифест, призывающий «Подемос», «Объединённых левых» (IU) и их региональные альянсы объединить усилия на предстоящих выборов. С другой стороны, некоторые партии-члены IU, такие как «Открытая левая», возглавляемая бывшим лидером IU Гаспаром Льямасаресом, с самого начала выступали против альянса.
Среди сторонников такого союза был политолог Хуан Карлос Монедеро, один из основателей «Подемос», который предложил, чтобы обе стороны объединились под названием Podemos En Común (в переводе с исп. — «Мы можем вместе»). Поддержку такому пакту выразила мэр Барселоны Ада Колау, заявив, что региональный альянс En Comú Podem уже показал, как обе стороны работают вместе в Каталония. Вице-президент Валенсии Моника Ольтра также выступила за альянс Podemos—IU.
К 30 апреля 2016 года и «Подемос», и «Объединённые левые» официально признали, что переговоры о коалиции начались и что, несмотря на разногласия по поводу названия альянса и состава списков, обсуждения продолжатся в течение следующей недели. Одновременно IU представила свой план союза с «Подемос» на внутрипартийное голосование, состоявшееся 2—4 мая, на котором план был одобрен 85 % проголосовавших. Уже 4 мая, несмотря на продолжающиеся переговоры, лидеры «Подемос» и «Объединённых левых» объявили Народную партию своим главным соперником на выборах и о намерении маргинализировать социалистов. Сообщалось, что обе партии намерены официально объявить о своём союзе во время 5-й годовщины Движения 15-М.
9 мая 2016 года Пабло Иглесиас Туррион из «Подемос» и Альберто Гарсон из «Объединённых левых» официально объявили о союзе между своими партиями, причем оба лидера символически скрепили свой договор объятиями на площади Пуэрта-дель-Соль в Мадриде, ставшим центром и символом Движения 15-М. Пакт гарантировал, что 1/6 мандатов, полученных коалицией — без учета региональных коалиций En Comú Podem, En Marea и És el moment — достанутся кандидатам IU. Кроме того, должна была быть сохранена отчётливая идентичность каждого участника альянса. «Подемос», «Объединённые левые» и Экуо поставили вопрос о создании альянса на голосование своих членов 10—11 мая, и во всех трёх партиях подавляющим большинством голосов пакт был одобрен.
Переговоры между «Подемос» и левой коалицией «Больше для Майорки» (MÉS, объединяла Социалистическую партию Майорки, «Инициативу—Зелёные» и «Соглашение для Майорки») начались на Балеарских островах в конце апреля в преддверии предполагаемого избирательного союза, направленного на формирование «большой коалиции левых» на островах. Несмотря на первоначальные разногласия по поводу места MÉS в списках кандидатов, 13 мая 2016 года обе стороны наконец достигли соглашения о совместной работе на Балеарских островах под названием «Вместе мы можем больше» (кат. Units Podem Més).
11 мая 2016 года наваррская партия «Ассамблея» (Batzarre) — с 2011 года состоит в альянсе с «Объединёнными левыми» в Наварре — проголосовала за присоединение к альянсу Podemos—IU. В тот же день организация За более справедливый мир (исп. Por un Mundo más Justo, PUM+J), ранее участвовавшая в левых альянсах, таких как «Аора Мадрид», объявила о своем намерении присоединиться к альянсу, при этом 61 % её членов поддержали пакт. Также к альянсу присоединился альянс «Вместе за Сарагосу» (ZEC), созданный для участия в муниципальных выборов 2015 года в городе Сарагоса и одержавший на них победу.

### Участие в выборах
На первых в своей истории выборах 2016 года альянс Podemos и IU стал третьей в стране парламентской силой, получив 71 место в Конгрессе депутатов, как и на предыдущих, и потеряв при этом около 1,1 миллиона голосов. Результаты Пабло Иглесиас в ночь выборов признал «крайне разочаровывающими», однако сам альянс был назван «правильным путём».
На досрочных выборах в апреле 2019 года альянс потерял 29 мест и опустился на 4-е место в Конгрессе депутатов после правоцентристской партии «Граждане». На следующх выборах, также досрочных в ноябре 2019 года партия потеряла ещё 7 мест, вновь заняв 4-е место, опередив партию «Граждане», но пропустив правых из партии «Голос». Впрочем и такой результат позволил альянсу войти в коалиционное правительство с социалистами.
Весной 2018 года было объявлено о создании между «Подемос», «Объединёнными левыми» и партией защитников окружающей среды «Экуо» коалиции Unidas Podemos cambiar Europa (в переводе с исп. — «Мы можем изменить Европу») для участия в выборах в Европарламент 2019 года. В апреле 2019 года члены «Экуо» проголосовали за выход из альянса, сделав ставку на участие в коалиции «Компромисс для Европы». Выборы состоялись 26 мая 2019 года и альянс получил 10,1 % голосов избирателей, что почти в два раза меньше чем в 2014 году, и 6 мест в Европарламенте. 5 из 6 депутатов, избранных от коалиции присоединились парламентской группе Европейские объединённые левые / Лево-зелёные Севера (GUE—NGL), ещё один вошёл в группу Зелёные — Европейский свободный альянс (Greens/EFA).

## Идеология
В альянсе в основном доминируют демократические социалисты из «Подемос», но в нём представлены и другие левые направления, в основном связанные с коалицией «Объединённые левые» (IU). «Подемос» — единственная в Испании крупная партия, которая серьёзно ставит под сомнение роль монархии и конституции 1978 года в её нынешнем виде. Основатель и бывший лидер «Подемос» Пабло Иглесиас Туррион хочет, чтобы Каталония оставалась частью Испании, но заявляет, что его партия будет уважать волю 80 % каталонцев, которые, согласно опросам, хотят проведения референдума. Партия призвала к освобождению каталонских лидеров, заключённых в тюрьму за попытку провозгласить независимость Каталонии.
«Подемос» представил совместно написанную программу для выборов в Европейский парламент 2014 года в Испании. Одними из наиболее важных направлений политики были акцент на общественном контроле, сокращении бедности и социальном достоинстве через введение безусловного базового дохода для всех, включая лоббирование контроля и карательные меры против уклонения от уплаты налогов крупными корпорациями, в том числе, ТНК, а также защиту малых предприятий. Это также включало отзыв или сокращение Лиссабонского договора, отказ от меморандума о взаимопонимании, выход из некоторых соглашений о зоне свободной торговли и проведение референдума по конституционной реформе. Что касается защиты окружающей среды, «Подемос» выступал за сокращение потребления ископаемого топлива, продвижение инициатив в области общественного транспорта и возобновляемых источников энергии, сокращение промышленного товарного сельского хозяйства и стимулирование местного производства продуктов питания малыми и средними предприятиями. Коммунистическая партия Испании, основной член коалиции «Объединённые левые», в своём уставе определяет свои цели как «демократическое участие в революционном преобразовании общества и его политических структур, преодоление капиталистической системы и построение социализма в испанском государстве, как вклад в переход к социализму во всем мире, с поставленными целями в осуществлении освободительного идеала коммунизма».
В 2021 году альянс поддержала предложение «Мас Паис» легализовать использование каннабиса в рекреационных целях в Испании.

## Электоральная история

### Генеральные Кортесы
| Выборы в Генеральные Кортесы |                |           |            |           |          |           |       |                   |
| Год                          | Лидер          | Конгресс  | Конгресс   | Конгресс  | Конгресс | Сенат     | Сенат | Прим.             |
| Год                          | Лидер          | Голоса    | %          | Места     | +/–      | Места     | +/–   | Прим.             |
| 2016                         | Пабло Иглесиас | 5 087 538 | 21,15 (#3) | 71 из 350 | 0        | 16 из 208 | 0     | Оппозиция         |
| Апр. 2019                    | Пабло Иглесиас | 3 751 145 | 14,32 (#4) | 42 из 350 | 29       | 0 из 208  | 16    | Досрочные выборы  |
| Нояб. 2019                   | Пабло Иглесиас | 3 119 364 | 12,86 (#4) | 35 из 350 | 7        | 0 из 208  | 0     | Правящая коалиция |

### Европарламент
| Выборы в Европейский парламент |                              |           |            |         |     |
| Год                            | Лидер                        | Голоса    | %          | Места   | +/– |
| 2019                           | Мария Эухения Родригес Палоп | 2 258 857 | 10,07 (#4) | 6 из 59 | 5   |

### Региональные выборы
| Автономные сообщества | Год  | Голоса  | %         | Места     | +/– | Government        |
| --------------------- | ---- | ------- | --------- | --------- | --- | ----------------- |
| Балеарские острова    | 2019 | 41 824  | 9,74 (#4) | 6 из 59   | 4   | Правящая коалиция |
| Балеарские острова    | 2023 | 19 632  | 4,40 (#5) | 1 из 59   | 5   | Оппозиция         |
| Кастилия-Леон         | 2022 | 62 138  | 5,11 (#4) | 1 из 81   | 1   | Оппозиция         |
| Кастилия-Ла-Манча     | 2019 | 74 372  | 6,92 (#5) | 0 из 33   | 2   | Нет мест          |
| Кастилия-Ла-Манча     | 2023 | 44 462  | 4,14 (#4) | 0 из 33   | ▬   | Нет мест          |
| Эстремадура           | 2019 | 44 309  | 7,20 (#4) | 4 из 65   | 2   | Оппозиция         |
| Эстремадура           | 2023 | 36 373  | 5,99 (#4) | 4 из 65   | ▬   | Оппозиция         |
| Риоха                 | 2019 | 10 844  | 6,65 (#4) | 2 из 33   | 2   | Правящая коалиция |
| Риоха                 | 2023 | 8 457   | 5,1 (#4)  | 2 из 33   | ▬   | Оппозиция         |
| Мадрид                | 2019 | 181 231 | 5,6 (#6)  | 7 из 132  | 20  | Оппозиция         |
| Мадрид                | 2021 | 263 871 | 7,24 (#5) | 10 из 136 | 3   | Оппозиция         |
| Мадрид                | 2023 | 158 831 | 4,74 (#5) | 0 из 135  | 10  | Нет мест          |
| Страна Валенсия       | 2019 | 215 392 | 8,10 (#6) | 8 из 99   | 5   | Правящая коалиция |
| Страна Валенсия       | 2023 | 85 571  | 3,55 (#5) | 0 из 99   | 8   | Нет мест          |

### Хронология результатов
| Год | ИСП  | ЕС   |     | АН   | АР  | АС  | КА  | КБ  | КМ  | КЛ  | КТ  | СЕ  | ЭС  | ГЛ   | БА  | ЛР  | МД  | МЛ  | МС  | НА  | СБ   | ВС  |
| --- | ---- | ---- | --- | ---- | --- | --- | --- | --- | --- | --- | --- | --- | --- | ---- | --- | --- | --- | --- | --- | --- | ---- | --- |
| 2016 | 21,2 | н/д  |     | н/д  | н/д | н/д | н/д | н/д | н/д | н/д | н/д | н/д | н/д | 19,1 | н/д | н/д | н/д | н/д | н/д | н/д | 14,8 | н/д |
| 2017 | 21,2 | н/д  | 7,5 | н/д  | н/д | н/д | н/д | н/д | н/д | н/д |     | н/д | н/д | 19,1 | н/д | н/д | н/д | н/д | н/д | н/д | 14,8 | н/д |
| 2018 | 21,2 | н/д  | 7,5 | 16,2 | н/д | н/д | н/д | н/д | н/д | н/д |     | н/д | н/д | 19,1 | н/д | н/д | н/д | н/д | н/д | н/д | 14,8 | н/д |
| 2019 | 14,3 | 10,1 | 7,5 | 16,2 | н/д | н/д | н/д | н/д | 6,9 | н/д | 1,5 | 7,2 | 9,7 | 19,1 | 6,7 | 5,6 | 1,2 | 8,1 | н/д | н/д | 14,8 |     |
| 2019 | 12,9 | 10,1 | 7,5 | 16,2 | н/д | н/д | н/д | н/д | 6,9 | н/д | 1,5 | 7,2 |     | 19,1 |     | 5,6 | 1,2 |     | н/д | н/д | 14,8 |     |
| 2020 | 3,9  | 10,1 | 7,5 | 16,2 | н/д | н/д | н/д | н/д | 6,9 | н/д | 1,5 | 7,2 | 8,1 |      |     | 5,6 | 1,2 |     | н/д | н/д |      |     |
| 2021 | 3,9  | 10,1 |     | 16,2 | н/д | н/д | н/д | н/д | 6,9 | н/д | 1,5 | 7,2 | 8,1 | 6,9  | 7,2 |     | 1,2 |     | н/д | н/д |      |     |
| 2022 | 3,9  | 10,1 | 7,7 | 5,1  | н/д | н/д | н/д | н/д | 6,9 |     | 1,5 | 7,2 | 8,1 | 6,9  | 7,2 |     | 1,2 |     | н/д | н/д |      |     |
| 2023 | 3,9  | 10,1 | 7,7 | 5,1  | н/д | н/д | н/д | 3,9 | 4,1 | 4,1 | н/д | 6,0 | 8,1 | 6,9  | 4,4 | 5,1 | 4,8 | н/д | 4,7 | 6,1 | 3,6  |     |
| Год | ИСП  | ЕС   |     | АН   | АР  | АС  | КА  | КБ  | КМ  | КЛ  | КТ  | СЕ  | ЭС  | ГЛ   | БА  | ЛР  | МД  | МЛ  | МС  | НА  | СБ   | ВС  |
| Жирным шрифтом указывает на лучший результат в истории. Представлены в законодательном органе (в оппозиции) Младший партнёр по коалиции |      |      |     |      |     |     |     |     |     |     |     |     |     |      |     |     |     |     |     |     |      |     |

### Комментарии
1. 1 2  По сравнению с общими результатами «Подемос»—«Вместе мы можем[кат.]»—«Время пришло[кат.]»—«В приливе[галис.]» и «Объединённых левых»—«Народного единства[исп.]» на выборах 2015 года.
2. ↑  По сравнению с общими результатами «Объединённых левых» и «Подемос» на выборах в Европарламент 2014 года.